# Olszyna (Taluba)
Olszyna – część wsi Taluba w Polsce położona w województwie mazowieckim, w powiecie garwolińskim, w gminie Garwolin.
Olszyna należy do rzymskokatolickiej parafii św. Jana Pawła II w Sulbinach.
W latach 1975–1998 Olszyna należała administracyjnie do województwa siedleckiego.